# Toray Pan Pacific Open 2009
Il Toray Pan Pacific Open 2009 è stato un torneo di tennis giocato sul cemento.
È stata la 34ª edizione del Toray Pan Pacific Open, che fa parte della categoria Premier nell'ambito del WTA Tour 2009.
Si è giocato al Ariake Coliseum di Tokyo, in Giappone, dal 27 settembre al 2 ottobre 2009.

## Partecipanti
| Nazionalità | Giocatrice          | Ranking1 | Testa di serie |
| ----------- | ------------------- | -------- | -------------- |
| Russia      | Dinara Safina       | 1        | 1              |
| Stati Uniti | Venus Williams      | 3        | 2              |
| Russia      | Elena Dement'eva    | 4        | 3              |
| Danimarca   | Caroline Wozniacki  | 5        | 4              |
| Russia      | Svetlana Kuznecova  | 6        | 5              |
| Russia      | Vera Zvonarëva      | 7        | 6              |
| Serbia      | Jelena Janković     | 8        | 7              |
| Bielorussia | Viktoryja Azaranka  | 9        | 8              |
| Italia      | Flavia Pennetta     | 10       | 9              |
| Serbia      | Ana Ivanović        | 11       | 10             |
| Polonia     | Agnieszka Radwańska | 12       | 11             |
| Australia   | Samantha Stosur     | 13       | 12             |
| Russia      | Nadia Petrova       | 14       | 13             |
| Francia     | Marion Bartoli      | 15       | 14             |
| Cina        | Li Na               | 16       | 15             |
| Francia     | Virginie Razzano    | 18       | 16             |

- 1 Ranking al 21 settembre 2009.

### Altre partecipanti
Giocatrici che hanno ricevuto una Wild card:
- Dinara Safina
- Ai Sugiyama
- Ayumi Morita
- Kimiko Date-Krumm

Giocatrici passate dalle qualificazioni:
- Kateryna Bondarenko
- Anastasija Pavljučenkova
- Jill Craybas
- Alexa Glatch
- Andrea Petković
- Urszula Radwańska
- Sania Mirza
- Chang Kai-chen

## Campioni

### Singolare
Marija Šarapova ha battuto in finale  Jelena Janković con il punteggio di 5–2 (rit.)
- Questo è il primo titolo dell'anno della Sharapova ed il 20º della carriera.

### Doppio
Alisa Klejbanova /  Francesca Schiavone hanno battuto in finale  Daniela Hantuchová /  Ai Sugiyama con il punteggio di 6–4, 6–2